# Marathon de Chicago 2014
Navigation
Édition précédente Édition suivante
Le Marathon de Chicago de 2014 est la 37e édition du Marathon de Chicago, aux États-Unis, qui a lieu le dimanche 12 octobre 2014. C'est le cinquième des World Marathon Majors à avoir lieu en 2014.

## Résultats

### Hommes
| Rang | Athlète               | Nationalité | Temps           |
| ---- | --------------------- | ----------- | --------------- |
|      | Eliud Kipchoge        | Kenya       | 2 h 4 min 11 s  |
|      | Sammy Kitwara         | Kenya       | 2 h 4 min 28 s  |
|      | Dickson Chumba        | Kenya       | 2 h 4 min 32 s  |
| 4    | Kenenisa Bekele       | Éthiopie    | 2 h 5 min 51 s  |
| 5    | Bernard Koech         | Kenya       | 2 h 8 min 30 s  |
| 6    | Ghirmay Ghebreslassie | Érythrée    | 2 h 9 min 8 s   |
| 7    | Lani Rutto            | Kenya       | 2 h 10 min 42 s |
| 8    | Wesley Korir          | Kenya       | 2 h 11 min 9 s  |
| 9    | Bobby Curtis          | États-Unis  | 2 h 11 min 20 s |
| 10   | Koji Kobayashi        | Japon       | 2 h 11 min 43 s |

### Femmes
| Rang | Athlète           | Nationalité | Temps           |
| ---- | ----------------- | ----------- | --------------- |
|      | Rita Jeptoo       | Kenya       | 2 h 24 min 35 s |
|      | Mare Dibaba       | Éthiopie    | 2 h 25 min 37 s |
|      | Florence Kiplagat | Kenya       | 2 h 25 min 57 s |
| 4    | Birhane Dibaba    | Éthiopie    | 2 h 27 min 2 s  |
| 5    | Amy Hastings      | États-Unis  | 2 h 27 min 3 s  |
| 6    | Clara Santucci    | États-Unis  | 2 h 32 min 21 s |
| 7    | Sarah Crouch      | États-Unis  | 2 h 32 min 44 s |
| 8    | Gelete Burka      | Éthiopie    | 2 h 34 min 17 s |
| 9    | Melissa White     | États-Unis  | 2 h 34 min 19 s |
| 10   | Lauren Jimison    | États-Unis  | 2 h 34 min 38 s |

### Fauteuils roulants (hommes)
| Rang | Athlète       | Nationalité    | Temps           |
| ---- | ------------- | -------------- | --------------- |
|      | Joshua George | États-Unis     | 1 h 32 min 12 s |
|      | Kurt Fearnley | États-Unis     | 1 h 32 min 13 s |
|      | Ernst van Dyk | Afrique du Sud | 1 h 32 min 13 s |

### Fauteuils roulants (femmes)
| Rang | Athlète          | Nationalité | Temps           |
| ---- | ---------------- | ----------- | --------------- |
|      | Tatyana McFadden | États-Unis  | 1 h 44 min 50 s |
|      | Manuela Schär    | Suisse      | 1 h 45 min 12 s |
|      | Amanda McGrory   | États-Unis  | 1 h 45 min 55 s |